# 3165 Mikawa
3165 Mikawa (1984 QE) là một tiểu hành tinh vành đai chính được phát hiện ngày 31 tháng 8 năm 1984 bởi Kenzo Suzuki và Takeshi Urata ở JCPM Oi Station.